# Can Bataller
Can Bataller és un casal al carrer de l'Església de la vila Torroella de Montgrí (Baix Empordà) És un casal que consta de planta baixa, pis i golfes, amb coberta de teula. La façana principal presenta, a la planta baixa, una gran porta d'accés d'arc de mig punt amb dovelles de pedra. La resta d'obertures són allindanades. L'element més remarcable de la façana és el finestral central d'inspiració clàssica, amb motllures, amb la data del 1563 al marc. El conjunt es completa amb un gran ràfec. Un ampli vestíbul amb volta catalana dona accés a l'escala que condueix a la planta noble, on són remarcables dues sales d'època posterior a la construcció de l'edifici. del municipi El casal va ser construït durant el segle xvi, segons consta en una data inscrita a la façana principal. L'interior va ser reformat durant els segles xviii i xix.